# Grevillea scabrida
Grevillea scabrida är en tvåhjärtbladig växtart som beskrevs av Charles Austin Gardner. Grevillea scabrida ingår i släktet Grevillea och familjen Proteaceae. Inga underarter finns listade i Catalogue of Life.